# Бексли (гимназия)
Гимназия Бе́ксли (англ. Bexley Grammar School) — гимназия со статусом академии, совместного обучения, расположенная в Уэллинге (лондонский боро Бексли, Великобритания). В школу принимаются мальчики и девочки в возрасте 11—18 лет, сдавшие экзамен «одиннадцать плюс».

## История
Основанная в 1955 году, гимназия Бексли была открыта Эдвардом Хитом. Хит был в то время депутатом Палаты общин от округа Бексли, а в его честь названо одно из зданий школы (завершено в 2000 году). Хит присутствовал на праздновании 50-летнего юбилея школы незадолго до своей смерти в 2005 году. В сентябре 2002 года школа стала специализированным языковым колледжем, а в 2008 году — специализированным колледжем с углубленным изучением естественных наук и математики. Затем школе был присвоен статус финансируемой из частных фондов, а в январе 2011 года она была преобразована в академию. Школа продолжает специализироваться на языках, естественных науках и математике.
За всю историю школы было пять директоров. Последний из них, Стивен Элфик, вступил в должность весной 2014 года, после отставки Джона Уэлша.

## Академические науки
Вступительный экзамен в школу — это экзамен «Одиннадцать плюс», который будущие ученики сдают в сентябре в шестом классе. Кандидаты, проживающие в Бекслихит, должны войти в число 120 лучших, а кандидаты, проживающие в более широкой зоне охвата (10 миль от торгового центра Бродвей, Бекслихит), должны войти в число 60 лучших. Учащиеся, подающие заявление на поступление в школу в период с 7 по 11 класс, должны сдать экзамены по английскому языку, математике, естественным наукам и современному иностранному языку.
Для поступления на шестую форму обучения (предуниверситетскую подготовку) ученики должны получить оценку выше С по всем обязательным предметам общего аттестата о среднем образовании, GCSE и оценку В или выше по всем предметам по выбору. Нынешние ученики должны получить более шести баллов A*-Bs (включая математику и английский язык) по обязательным предметам, чтобы продолжить обучение на шестой форме.
В 2016 учебном году 100 % учеников получили 5 оценок по обязательным предметам от A* до C. 99,1 % оценок по программе A-level были от A* до D. Школа начала предлагать программы подготовки Международного бакалавриата (IB) в 2003 году, наряду с A-Level. С сентября 2017 года учащиеся шестого класса могли изучать только программу IB, так как школа прекратила преподавание A-Level.
Последний раз школа проходила проверку со стороны управления по стандартам в сфере образования (OFSTED) в 2012 году.

## Помещения

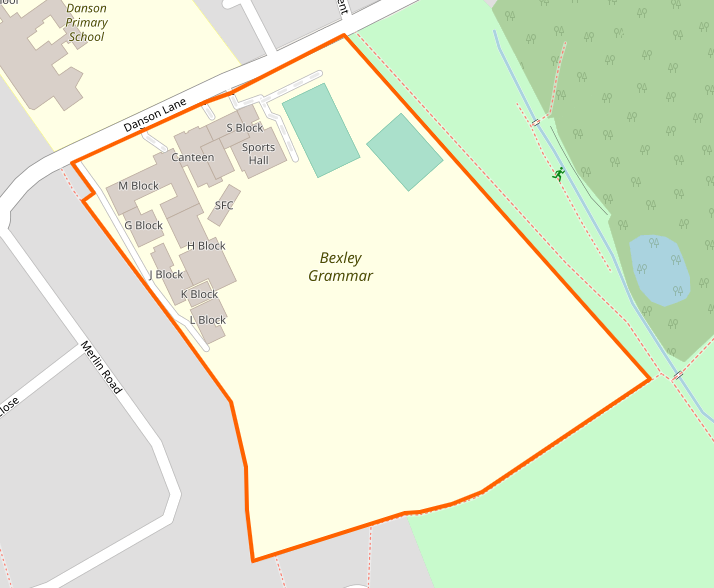
Схема территории школы

С течением времени школа расширялась, строились новые здания: Главное (М), Юбилейное (J), Золотое Юбилейное (G, до 2005 года здесь было расположено здание Дансона), Хит (Н), Ле Фовр (L), Музыкальное (Мu), пристройка к Юбилейному (J) (2002—2003). Со стороны физкультурного корпуса был построен блок для детей с ограниченными возможностями (SEN), а в качестве пристройки к зданию Le Feuvre был построен новый центр довузовской подготовки (шестая форма обучения). В 2017 году к школе был пристроен блок (K) с театром и учебной зоной для шестого класса.
Здания школы образуют внутренний двор, окруженный со всех сторон, кроме западной, которая является крытой территорией.
Спортивная площадка школы занимает большую площадь, чем здания, и с двух сторон окружено парком Дэнсон.

## Система домов
В гимназии Бексли действует система «домов», в которой участвуют все классы. В каждом «доме» работает около 12 сотрудников. Во всех шести домах есть староста («глава дома»), который отвечает за организацию всех мероприятий подконтрольного дома. Каждый дом назван в честь бывшего члена старшего персонала, оказавшего заметное влияние на жизнь школы, включая:
- Коллинз (красный)
- Джонсон (синий)
- Киркман (желтый)
- Протеро (зеленый)
- Маббс (фиолетовый)
- Веллман (оранжевый) — добавлен в 2003 году в связи с расширением набора в школу с пятиклассников до семиклассников.

Междомовые соревнования могут быть смешанными, но чаще всего они проводятся отдельно для юношей и для девушек. Они включают в себя:
- Футбол
- Баскетбол
- Крикет
- Настольный теннис
- Плавание (в центре отдыха «Крук Лог»)
- Баскетбол
- Викторина по общим знаниям
- Драматическое искусство
- Музыка
- Танцы
- Конкурс песен на иностранных языках (7—9 классы)
- Сбор урожая
- Комнатные растения
- День спорта
- «Ученик дракона» (бизнес)
- Теннис
- Бадминтон
- Нетбол
- Забег по пересеченной местности
- Тач-регби
- Бридж
- Домашняя фотография

## Известные выпускники
- Стефани Бринд[англ.], профессиональный игрок в сквош[7]
- Гэвин Пикок[англ.], бывший профессиональный футболист[8][9]
- Мэтью Роуз[англ.], бывший профессиональный футболист[9]
- Джошуа Брэдли[англ.] и Тоби Браун[англ.], ютуберы и члены группы Sidemen[англ.][10]